# Kolenmijn van Miike
De Kolenmijn van Miike (三池炭鉱, Miike Tankō) was een van de grootste mijnen van steenkool in Japan. Ze was gelegen in de omgeving van de steden Omuta en Arao, die zich in de prefecturen Fukuoka en Kumamoto bevinden.

## Geschiedenis

### Algemeen overzicht
De mijnbouw in de regio van Omuta en Arao begon stilaan op te komen in de Kyoho-periode (享保, 1716–1736). Het is dan ook in die periode dat de Tachibana clan de mijn opende. Deze mijn werd echter in 1872 door de Meiji regering genationaliseerd. In de beginperiode van de kolenmijn waren de werknemers voornamelijk gevangenen. In 1888 waren er 3102 mijnwerkers waarvan 69% gevangenen.
In 1890 nam Mitsui Mining Company de mijn over. Het aandeel van de gevangene in het totaal aan mijnwerkers daalde. Tot de jaren 1920 werd er ook een aantal vrouwen tewerkgesteld, maar dit aantal verminderde snel toen men het mijnwerk deels begon te moderniseren en mechaniseren. Door het gebruik van moderne middelen ging de productie de hoogte in, wat ook betekende dat de werknemers hun arbeidsinspanningen moesten verhogen, en de arbeidsomstandigheden verslechterden.
Toen in 1937 de Tweede Chinees-Japanse Oorlog begon, gingen veel mijnarbeiders in het leger en moesten er noodzakelijkerwijs Koreaanse en Chinese krijgsgevangenen tewerkgesteld worden om het groeiende tekort aan arbeiders tegemoet te komen. De werkdruk bleef hoog en de arbeidsomstandigheden slecht. Hoewel het aantal gevangen in de mijn na de overname door Mitsui daalde, bleef dit wel de basis van het arbeidersbestand tot de jaren 1930. Tijdens de Tweede Wereldoorlog zette Mitsui geallieerde krijgsgevangenen in als mijnwerkers. Ze werden kregen weinig te eten, de medische verzorging was vrijwel nihil en de kampwachten confisqueerden de Rode Kruis-pakketen en mishandelden de gevangenen. Na de overgave van Japan 1945 werden de gevangenen bevrijd en kampte de kolenmijn met zware verliezen.
Na de oorlog kampte de gehele steenkoolindustrie met hoge productiekosten. Afzetmarkten verdwenen al kreeg de kolenindustrie overheidssubsidies. Onder druk van de Amerikanen werd de financiële hulp getaakt en in 1949 was de subsidie volledig verdwenen. De mijnen verhoogden de prijzen, maar door de opkomst van aardolie als alternatieve brandstof was het lot van de steenkoolindustrie bezegeld.
In 1997 werd de mijn definitief gesloten, met zeer negatieve effecten voor de lokale economie tot gevolg.

### Modernisering van de mijn
In de eerste fase van de modernisering werden er twaalf transportbanden geïnstalleerd. Per band was er een verantwoordelijke om de motor aan te drijven. Vijf werknemers werden tewerkgesteld om water te verspreidden en zo problemen met koolstof tegen te gaan. Op deze manier waren er dus in totaal zeventien mensen tewerkgesteld om problemen onder controle te houden. Na een arbeidersconflict in de jaren 1960 werd dit aantal teruggeschroefd naar slechts twee werknemers. Vanaf dan werd de steenkoolproductie opnieuw omhooggedreven, maar de meeste werknemers werden ingezet binnen in de mijn. Hierdoor volgden verschillende ongevallen en het sterftecijfer steeg aanzienlijk.
Naast de installatie van transportbanden werden na 1948 nog meer vernieuwingen doorgevoerd, hoewel ook deze niet bepaald positieve gevolgen hadden voor de werknemers. Er werden betere transportbanden voorzien, maar hierdoor werd de werkdruk weerom enorm verhoogd. De werknemers moesten namelijk sneller werken om de snelheid van de transportbanden te kunnen volgen. Productie werd verhoogd, maar de arbeidsomstandigheden van de werkers ging weer achteruit.
In 1956 werd een nieuw werktuig geïmporteerd uit Duitsland dat dieper in de wanden sneed. Hierdoor viel de steenkool rechtstreeks op de band en zo kon men sneller en efficiënter steenkool vergaren. Daarna begon men ook water onder hoge druk te gebruiken om de snelheid van het loskappen van de kolen te verhogen. Het hele proces versnelde, wat wederom zorgde dat de werknemers hun inspanningen zienderogen moesten verhogen. Zo moesten de gangen steeds sneller gestut worden om instortgevaar te verminderen. De arbeiders waren zich er voldoende van bewust dat er een tunnel kon instorten. Steenlawines waren ook zeker niet ondenkbaar en er vielen steeds meer gewonden. Daarbovenop werd het gevaar van ondergronds water ook steeds hoger. Men kon immers dieper graven, maar dat zorgde voor het risico dat men op ondergrondse rivieren boorde. Als zoiets voorviel, liepen hele tunnels onder water en vele mijnwerkers verdronken. Bovendien was er het gevaar om op een bel van methaangas te stoten ook niet nihil en koolstof vormde zo mogelijk nog een groter, en misschien zelfs vrij ongemerkt, gevaar.
Kortom: hoe hoger men de productie en modernisering in het vaandel nam, hoe minder aandacht er ging naar veiligheidsprocedures. De mechanisering leidde ertoe dat de mijnwerkers onder erbarmelijke omstandigheden de machines moesten besturen en repareren.

### Arbeidsconflict
Tussen 1960 en 1962 was de mijn betrokken in een arbeidsconflict waar de media regelmatig op inspeelden. Het conflict tussen werknemers en werkgevers vond zijn oorsprong in een aantal ontslagen als gevolg van de overschakeling van steenkool naar olie en het feit dat de industriële samenleving die met open armen verwelkomde. De Unie voor mijnwerkers, die 15.000 mijnwerkers vertegenwoordigde, zat samen met de Mitsui leiding, maar deze weigerde de plannen om de werkdruk te verminderen te accepteren.
Al snel besloten Mitsui en Nikkeiren dat de Miike Unie te machtig was. De onafhankelijke en oppositionele houding van de Unie stelde een voorbeeld voor andere Unies en Vakbonden. Daarbovenop was het problematisch dat ze tegen mechanisering van de mijnen waren. Op die manier kregen de Japanse werkgevers namelijk de kans niet om de kolen te vervangen door geïmporteerde kolen. Dit zou de Japanse industriële revolutie uiteindelijk laten uitdraaien op een oliecrisis in de jaren 1973 en 1974.
De ontslagen draaiden uit op een bloederige tegenstand. Twee maanden na het begin van de staking probeerde men de mijn reeds te heropenen, waardoor de staking net heel wat gewelddadiger werd. Een man verloor het leven en enkele honderden mijnwerkers werden zwaar verwond. 10.000 politieagenten stonden in voor de veiligheid te midden van een massa van 20.000 mensen. Het ging zo ver dat op zeker moment een reis naar Miike zelfs als avontuur en bedevaart bekeken werd.
Het arbeidersconflict in Miike werd als een strijd tussen de arbeiders en het kapitaal bekeken. Hoewel het conflict een belangrijk punt in de Japanse geschiedenis was, is er buiten Japan bijna niets over het conflict geschreven.

## De ramp
In 1963 vond er een explosie plaats in de mijn waarbij 458 doden vielen. Van dit aantal stierven er 438 door koolstofmonoxidevergiftiging. De Miike kolenmijnexplosie is een van de grootste explosies in de geschiedenis van de mijnen.

### De explosie
Op 9 november 1963 vond er een gigantische explosie in de mijn plaats. Op de eerste etage werden tien wagons gevuld met steenkool naar de oppervlakte getrokken. Eén van laagste wagons ontspoorde echter, waarna de ketting brak en de meeste wagons in vrije val kwamen. Door de hoge snelheid van de wagons waaide het koolstof op, die in de lucht vrijkwam en mogelijk werd aangestoken door een vonk gecreëerd door een van de ontspoorde wagons. Een andere mogelijkheid is dat de elektrische kabels beschadigd werden in het ongeluk en dat zo het koolstof ontbrandde.
Een tweede explosie volgde als kettingreactie op de eerste, die de hitte naar de ingang van de mijn stuurde. Door de explosies kwam een gigantische hoeveelheid koolstofmonoxide vrij en dit gas werd door de hele mijn verspreid. Slechts twintig mensen werden gedood als direct gevolg van de explosies. Toch stierven er nog 438 mensen aan een koolstofmonoxidevergiftiging en 839 mensen leden onder de neveneffecten van de vergiftiging. Er waren dus in totaal 1197 slachtoffers terwijl er 1403 werknemers waren.
Het grote aantal slachtoffers was mede veroorzaakt door de late start van de hulpdiensten. Het duurde meer dan twee uur vooraleer er een reddingsteam werd opgesteld en dat was te wijten aan de ‘zorgeloosheid’ van de bedrijfsleiding. Bij een koolstofmonoxidevergiftiging moeten slachtoffers zo snel mogelijk naar buiten gebracht worden en zelf geïmmobiliseerd, zodat ze verse zuurstof kunnen opnemen en de effecten van de vergiftiging kunnen tegengaan. Na twee uur is dat al niet meer mogelijk en voor velen zelfs gewoonweg te laat. Een van de vuistregels voor koolstofmonoxidevergiftiging is dat zij die er het best uitzien, er waarschijnlijk het slechts aan toe zijn. Je ziet namelijk de gevolgen van de vergiftiging niet dadelijk. In een eerste fase van de veel te late reddingsactie, bevrijdde men enkel de bewusteloze of zwaar gewonde mensen. De gezondheid van de mijnwerkers werd beoordeeld in hoeverre ze konden wandelen, terwijl slachtoffers zelfs niet zouden mogen bewegen, omdat dit de vergiftiging sneller doorheen het lichaam stuurt. Arbeiders die goed genoeg te been waren, werden verplicht terug in de mijn te gaan als deel van het reddingsteam. Ze kregen geen zuurstoftanks mee. Deze mensen werden ingezet om apparatuur te repareren zodat de mijn zo snel mogelijk heropend kon worden.
Minder dan de helft van de slachtoffers werd opgenomen in het overbevolkte ziekenhuis. Er was in het algemeen onvoldoende medische zorg en men lichtte de families van slachtoffers niet in omtrent de zorg voor de slachtoffers, noch werden ze voldoende vergoed. Ter vergelijking: op dezelfde dag vond een treincrash plaats in Yokohama en de families van die slachtoffers kregen elk 5 miljoen yen. Wanneer de mijnwerkers schadevergoeding eisten van 1 miljoen yen, vond men dat te veel. Hun levens waren minder waard dan de mensen die waren omgekomen in de treincrash.
Vreemd genoeg wist Mitsui van de koolstofproblemen en explosies. De arbeiders zelf geloofden dat de explosies veroorzaakt waren door methaangas. Toch bleek daarna uit onderzoek dat als het management een grotere verantwoordelijkheidszin had getoond er genoeg kansen waren om de ramp te kunnen voorkomen.

### Oorzaken
Hoewel in een mijn de maatregelen tegen mogelijk rampen een belangrijk gegeven zijn, vooral na explosies van gelijke aard in andere landen, vonden de eigenaars van de Miike mijn het blijkbaar niet nodig om zich hiermee bezig te houden. De verhoogde steenkoolproductie leidde tot een verhoogde hoeveelheid koolstof dat vrijkwam. Hierdoor verhoogde het gevaar op explosies aanzienlijk. Toch bleef men de productie in de mijn omhoog drijven, zonder dat men nadacht over de bijhorende gevaren.
Hoewel methaangas vaak tot explosies leidde in ruimtes die niet voldoende geventileerd waren, dacht men niet aan het gevaar van koolstofexplosies.

#### Vorming van koolstof
Koolstof komt tijdens het ontginningsproces vrij en door het transport van steenkool en de luchtcirculatie, kan het gas zich zeer gemakkelijk door heel de mijn verspreiden. Vindt er op een locatie in de mijn een explosie plaats dan volgt een kettingreactie van explosies door de hele mijn juist omdat het koolstof overal verspreid is. Dit is een vaak voorkomend probleem, hoewel men na de eerste grote ontploffingen onderzoek heeft verricht en voorzorgsmaatregelen trof overal ter wereld, behalve in Japan. In de Mitsui mijn stond de productie voorop, niet de veiligheid.
Omdat koolstofexplosies een grote hoeveelheid koolstofmonoxide produceren, is dit soort explosies een van de meest gevaarlijke in de mijnen. Zelfs mijnwerkers die gered zijn, zullen nog lange tijd de gevolgen van koolstofmonoxidevergiftiging dragen. Aangezien het koolstof niet helemaal verbrandt bij een explosie, worden wolken gevormd met een hoge dichtheid van koolstof. Hierdoor wordt de luchtcirculatie onmogelijk gemaakt en wordt de vorming van koolstofmonoxide in de hand gewerkt. Koolstofmonoxide kan zich echter wel, zelfs wanneer het koolstof niet over heel de mijn verspreid is, door heel de mijn verspreiden, wat leidt tot een vergiftiging van alle mijnwerkers.
Doordat de hoeveelheid methaangas bescheiden was in de mijn, is het vrijwel zeker dat de explosie het gevolg was van koolstof dat door de mijn verspreid werd. Er zijn twee locaties waar de omstandigheden voor het starten van een explosie ideaal was: ofwel de mijnschacht, ofwel het verwerkingsgedeelte.

#### Nalatigheid
Zoals al eerder enkele keren vermeld, waren de Miike mijn eigenaars nalatig als het op preventie van koolstofverspreiding aankwam. Om de koolstofexplosies tegen te gaan, was het nodig om de hele tijd water te verspreiden in de omgeving of door middel van steengruis een kettingreactie te voorkomen. Toch werd er in de eerste mijnschacht geen enkele van deze voorzorgsmaatregelen toegepast. Volgens getuigenissen was zelfs in de ruimte waar de generator zich bevond koolstof aanwezig – de muren zouden er zwart van gezien hebben. En hoewel het Departement van Veiligheid in Mijnen van Fukuoka vroeg om het koolstof op te ruimen, werd dat in vele ruimtes niet gedaan omdat het te moeilijk bereikbaar was. Het risico op een grote explosie was dus niet meer dan een logisch gevolg van de slechte omstandigheden in de mijnen.